# NGC 850
NGC 850 este o galaxie lenticulară situată în constelația Balena. A fost descoperită în 6 ianuarie 1785 de către William Herschel. Se află la o distanță de 93,76 de megaparseci de Pământ.